# Sydney, Nova Scotia
Sydney är ett samhälle i Nova Scotia i Kanada. Det ligger på Kap Bretonöns östkust, och tillhör Cape Breton Regional Municipality. Sydney grundades 1785 av britterna, och inkorporerades som stad 1904. Den administrativa staden upphörde att existera den  1 augusti 1995, och blev då en del av regionalkommunen. Staden var huvudstad i Kap Bretonön-kolonin till 1820, då kolonin slogs samman med Nova Scotia-kolonin och huvudstaden flyttades till Halifax. Det finns en flygplats i närheten.

## Geografi

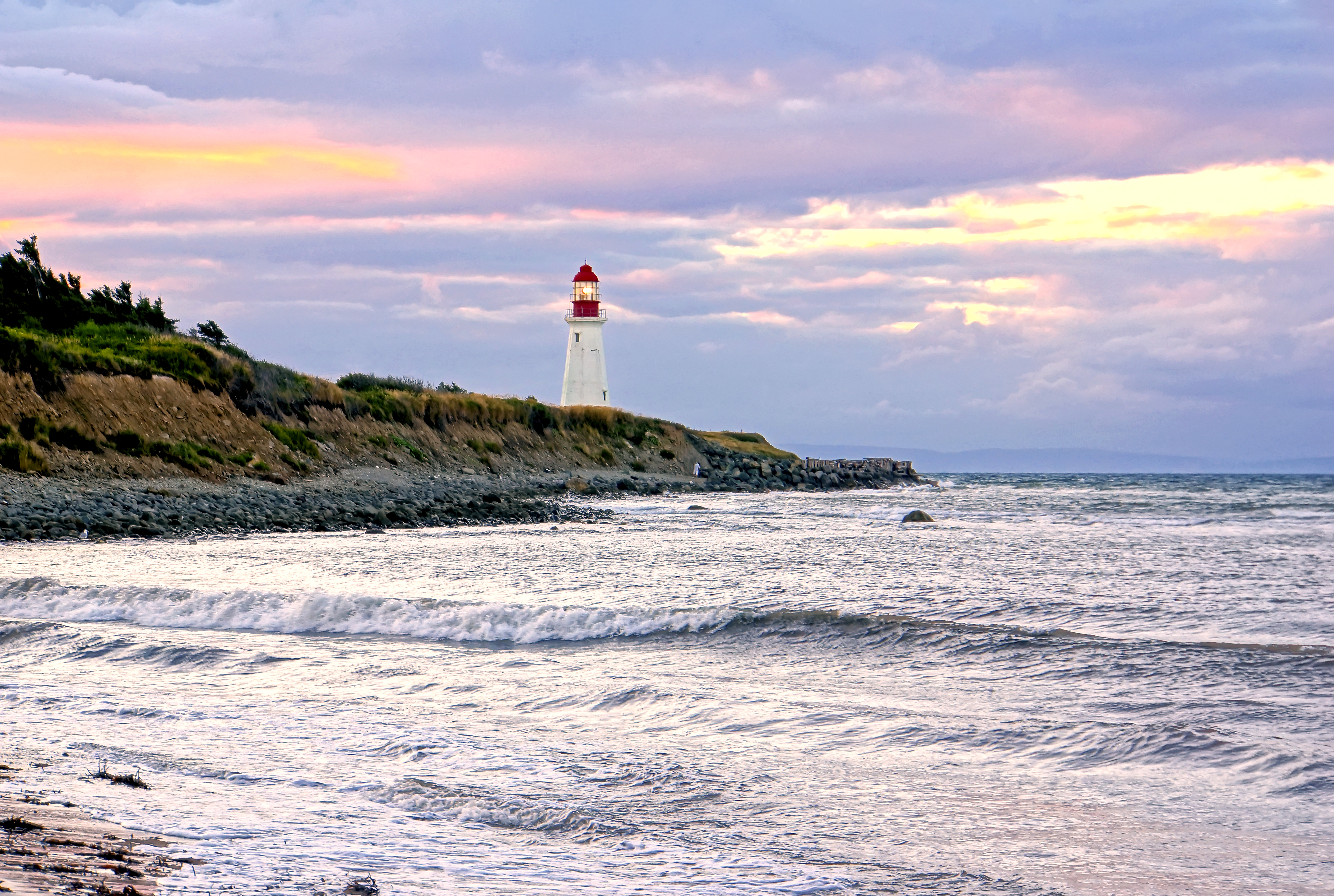
Low Point, Nova Scotia, Kanada

Sydney ligger på östra sidan av floden Sydney nära mynningen som flankeras av Amelia Point i norr och Low Point Lighthouse i söder.

### Fotnoter
1. ↑  ”Census Profile” (på engelska). Statistics Canada. 13 mars 2011. http://www12.statcan.gc.ca/census-recensement/2011/dp-pd/prof/details/Page.cfm?Lang=E&Geo1=POPC&Code1=0913&Geo2=CSD&Code2=1217030&Data=Count&SearchText=Sydney&SearchType=Begins&SearchPR=12&B1=All&Custom=. Läst 2 augusti 2013.
2. ↑  ”Amelia Point”. Läst 28 juli 2018.